# Via Aurèlia

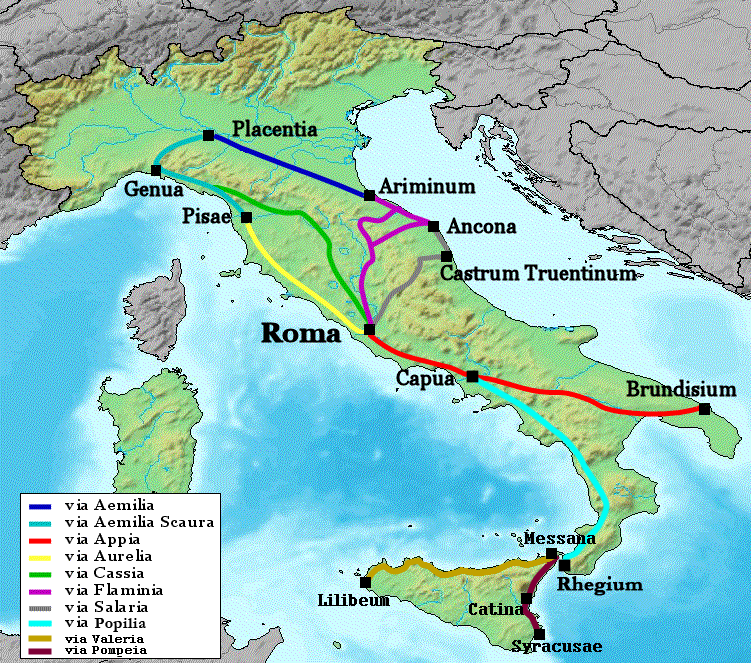
La Via Aurèlia en groc.

La Via Aurèlia (en llatí Via Aurelia) va ser una via romana que portava de Roma a Pisa (Etrúria) i a la costa de Ligúria i als Alps marítims. El primer tram anava de Roma a Alsium, i d'allí arribà fins a Pisae (Pisa). No se sap quan va ser construïda, i en temps de Ciceró era una de les vies més freqüentades per anar a la Gàl·lia Cisalpina. Se suposa que la va construir un magistrat anomenat Aurelius (Aureli).
Sembla que inicialment arribava fins a Pisa fins que el cònsol Marc Emili Escaure, l'any 109 aC, la va portar fins a Vada Sabata i Dertona, per l'anomenada Via Emília Escàuria, segons Estrabó. Aquesta prolongació sembla que amb el temps es va anomenar també Via Aurèlia.
Fins al temps d'August no va arribar la via als Alps Marítims en direcció a la Gàl·lia. Els Itineraris anomenen Via Aurèlia a tota la via des de Roma fins a Arelate, a la Provença.
Les estacions des de Roma a Luni (Etrúria), més enllà de Pisa, eren, segons l'Itinerari d'Antoní les que s'indiquen seguidament. Més enllà de Luni, les estacions en l'Itinerari i en la Taula de Peutinger són confuses: 
- Lorium (prop de Castel Guido)
- Ad Turres (Monteroni)
- Pyrgi (Santa Severa)
- Castrum Novum (Torre di Chiaruccia)
- Centum Cellae (Civita Vecchia)
- Martha (Ad Martam fluvium)
- Forum Aurelii (Montalto?)
- Cosa (Ansedonia)
- Ad lacum Aprilem (Prilem)
- Salebro (?)
- Manliana (?)
- Populonium (Populònia)
- Vada Volaterrana (Vada)
- Ad Herculem (prop de Livorno)
- Pisae (Pisa)
- Papiriana (Viareggio?)
- Luna (Luni)

Les estacions que dona la Taula de Peutinger sortint de Roma i fins a Pisa són: 
- Lorium (Castel Guido)
- Baebiana(?)
- Alsium (Palo)
- Pyrgi (Santa Severa)
- Punicum (Santa Marinella)
- Castrum Novum (Torre di Chiaruccia)
- Centum Cellae (Civita Vecchia)
- (Ad) Minionem fluvium (riu Mignone)
- Graviscae
- Tabellaria (?)
- Ad Martam fluvium
- Forum Aurelii (Montalto?)
- (Ad) Arminiam fluvium (riu Fiora)
- Ad Novas, o Ad Nonas
- Sub Cosam
- Cosa (Ansedonia)
- (Ad) Albiniam fluvium (riu Albegna)
- Telamonem (Porto Talamone)
- Hastam
- (Ad) Umbronem fluvium (riu Ombrone)
- Salebro (?)
- Manliana (?)
- Populonium (Populònia)
- Vada Volaterrana (Vada)
- Ad Fines
- (Ad) Piscinas
- Turrita (Triturrita)
- Pisae (Pisa)

L'Itinerari d'Antoní dona les estacions entre Genua (Gènova) i Dertona i d'aquesta a Vada Sabata (mitjançant la via Emília Escàuria): 
- Libarnum (entre Arquata i Serravalle)
- Dertona (Tortona)
- Aquae Statiellae (Acqui)
- Crixia (?)
- Canalicum (?)
- Vada Sabata (Vado Ligure).[1]